# Meroplius vittatus
Meroplius vittatus är en tvåvingeart som beskrevs av Ozerov 1985. Meroplius vittatus ingår i släktet Meroplius och familjen svängflugor. Inga underarter finns listade i Catalogue of Life.